# Daniela Cepeda
María Daniela Cepeda Matamoros (sinh ngày 8 tháng 4 năm 1995) là một người mẫu và chủ nhân cuộc thi sắc đẹp người Ecuador, người đã đăng quang Hoa hậu Ecuador 2017 và đại diện cho Ecuador tại Hoa hậu Hoàn vũ 2017.

## Cuộc sống cá nhân
Daniela đến từ Guayas và thích đi du lịch, đến nhà hát và thích các môn thể thao như đạp xe. Cô đã học Tâm lý học từ Đại học Casa Grande.

## Cuộc thi sắc đẹp

### Hoa hậu tuổi teen Ecuador
Daniela đã đăng quang Miss Teen Ecuador International 2015 tại Guayaquil.

### Hoa hậu Ecuador 2017
Daniela đã đăng quang Hoa hậu Ecuador 2017 vào ngày 22 tháng 4 năm 2017 tại El Chorrillo Complex, Babahoyo, Los Ríos và cô đã tham dự cuộc thi Hoa hậu Hoàn vũ 2017 nhưng không được đặt. 

### Hoa hậu Hoàn vũ 2017
Daniela đại diện cho đất nước của cô tại Hoa hậu Hoàn vũ 2017 tại Las Vegas.